# Funky Monkey Babys 3
Funky Monkey Babys 3 (ファンキーモンキーベイビーズ3) é o terceiro álbum de estúdio do Funky Monkey Babys, lançado em 4 de março de 2009. O álbum apareceu no ranking semanal da Oricon 43 vezes, onde chegou a alcançar a primeira posição.

## Faixas

### CD
1. (メロディーライン)
2. (希望の唄)
3. (桜)
4. (おかえりなさい)
5. (旅立ち)
6. (告白)
7. (ナツミ)
8. (ガムシャラBOY)
9. (風)
10. (雪が降る街)
11. (ナイトショット)
12. (LOVE乱舞～恋のミッション～)

### DVD
1. (そのまんま東へ)
2. (恋の片道切符)
3. (ALWAYS)
4. (Lovin' Life)
5. (ちっぽけな勇気)
6. (もう君がいない)
7. (旅立ち)
8. (告白)
9. (希望の唄)
10. (桜)